# WTA-toernooi van Marokko
Het WTA-toernooi van Marokko is een jaarlijks terugkerend tennistoernooi voor vrouwen dat wordt georganiseerd in diverse plaatsen in Marokko, sinds 2016 in Rabat. De officiële naam van het toernooi is Grand Prix Son Altesse Royale La Princesse Lalla Meryem. Het is het enige WTA-toernooi op het Afrikaanse continent.
De WTA organiseert het toernooi dat in de categorie "International" valt en wordt gespeeld op gravel. De eerste editie werd in 2001 gehouden in Casablanca, en viel in categorie "Tier V" tot en met 2004. Bij de verhuizing naar Rabat, in 2005, promoveerde het toernooi naar categorie "Tier IV", tot aan de algehele herziening in 2009. Zes keer (2007–2012) was Fez de plaats van handeling, driemaal (2013–2015) was dat Marrakesh. Sinds 2016 wordt terug in de hoofdstad Rabat gespeeld.

## Plaats van handeling
| 2001–2004  | Casablanca |
| 2005–2006  | Rabat      |
| 2007–2012  | Fez        |
| 2013–2015  | Marrakesh  |
| 2016–heden | Rabat      |

## Enkel- en dubbelspeltitel in één jaar
| speelster         | in het jaar |
| ----------------- | ----------- |
| Patricia Wartusch | 2002        |
| Émilie Loit       | 2004        |
| Iveta Benešová    | 2010        |
| Maya Joint        | 2025        |

## Finales

### Enkelspel
| Datum      | Naam                                       | Cat.                                       | ($)                                        | Ondergrond                                 | Winnares                                   | Verliezend finaliste                       | Uitslag                                    |                                            |
| ---------- | ------------------------------------------ | ------------------------------------------ | ------------------------------------------ | ------------------------------------------ | ------------------------------------------ | ------------------------------------------ | ------------------------------------------ | ------------------------------------------ |
| 2001-07-23 | GP SAR Pr. Lalla Meryem (C)                | Tier V                                     | 110.000                                    | gravel, buiten                             | Zsófia Gubacsi                             | ME Camerin                                 | 1-6, 6-3, 7-6                              | details                                    |
| 2002-07-08 | GP SAR Pr. Lalla Meryem (C)                | Tier V                                     | 110.000                                    | gravel, buiten                             | Patricia Wartusch                          | Klára Koukalová                            | 5-7, 6-3, 6-3                              | details                                    |
| 2003-03-31 | GP SAR Pr. Lalla Meryem (C)                | Tier V                                     | 110.000                                    | gravel, buiten                             | Rita Grande                                | An Serra Zanetti                           | 6-2, 4-6, 6-1                              | details                                    |
| 2004-04-05 | GP SAR Pr. Lalla Meryem (C)                | Tier V                                     | 110.000                                    | gravel, buiten                             | Émilie Loit                                | Ľudmila Cervanová                          | 6-2, 6-2                                   | details                                    |
| 2005-05-02 | GP SAR Pr. Lalla Meryem (R)                | Tier IV                                    | 140.000                                    | gravel, buiten                             | N Llagostera Vives                         | Zheng Jie                                  | 6-4, 6-2                                   | details                                    |
| 2006-05-15 | GP SAR Pr. Lalla Meryem (R)                | Tier IV                                    | 145.000                                    | gravel, buiten                             | Meg Shaughnessy                            | Martina Suchá                              | 6-2, 3-6, 6-3                              | details                                    |
| 2007-05-14 | GP SAR Pr. Lalla Meryem (F)                | Tier IV                                    | 145.000                                    | gravel, buiten                             | Milagros Sequera                           | Aleksandra Wozniak                         | 6-1, 6-3                                   | details                                    |
| 2008-04-28 | GP SAR Pr. Lalla Meryem (F)                | Tier IV                                    | 145.000                                    | gravel, buiten                             | Gisela Dulko                               | A Medina Garrigues                         | 7-6, 7-6                                   | details                                    |
| 2009-04-27 | GP SAR Pr. Lalla Meryem (F)                | Intern'l                                   | 220.000                                    | gravel, buiten                             | A Medina Garrigues                         | Jekaterina Makarova                        | 6-0, 6-1                                   | details                                    |
| 2010-04-26 | GP SAR Pr. Lalla Meryem (F)                | Intern'l                                   | 220.000                                    | gravel, buiten                             | Iveta Benešová                             | Simona Halep                               | 6-4, 6-2                                   | details                                    |
| 2011-04-18 | GP SAR Pr. Lalla Meryem (F)                | Intern'l                                   | 220.000                                    | gravel, buiten                             | Alberta Brianti                            | Simona Halep                               | 6-4, 6-3                                   | details                                    |
| 2012-04-23 | GP SAR Pr. Lalla Meryem (F)                | Intern'l                                   | 220.000                                    | gravel, buiten                             | Kiki Bertens                               | Laura Pous Tió                             | 7-5, 6-0                                   | details                                    |
| 2013-04-22 | GP SAR Pr. Lalla Meryem (M)                | Intern'l                                   | 235.000                                    | gravel, buiten                             | Francesca Schiavone                        | L Domínguez Lino                           | 6-1, 6-3                                   | details                                    |
| 2014-04-21 | GP SAR Pr. Lalla Meryem (M)                | Intern'l                                   | 250.000                                    | gravel, buiten                             | María Teresa Torró                         | Romina Oprandi                             | 6-3, 3-6, 6-3                              | details                                    |
| 2015-04-27 | GP SAR Pr. Lalla Meryem (M)                | Intern'l                                   | 250.000                                    | gravel, buiten                             | Elina Svitolina                            | Tímea Babos                                | 7-5, 7-6                                   | details                                    |
| 2016-04-25 | GP SAR Pr. Lalla Meryem (R)                | Intern'l                                   | 250.000                                    | gravel, buiten                             | Timea Bacsinszky                           | Marina Erakovic                            | 6-2, 6-1                                   | details                                    |
| 2017-05-01 | GP SAR Pr. Lalla Meryem (R)                | Intern'l                                   | 250.000                                    | gravel, buiten                             | A Pavljoetsjenkova                         | Francesca Schiavone                        | 7-5, 7-5                                   | details                                    |
| 2018-04-30 | GP SAR Pr. Lalla Meryem (R)                | Intern'l                                   | 250.000                                    | gravel, buiten                             | Elise Mertens                              | Ajla Tomljanović                           | 6-2, 7-6                                   | details                                    |
| 2019-04-29 | GP SAR Pr. Lalla Meryem (R)                | Intern'l                                   | 250.000                                    | gravel, buiten                             | Maria Sakkari                              | Johanna Konta                              | 2-6, 6-4, 6-1                              | details                                    |
| 2020–2021  | toernooi geannuleerd wegens coronapandemie | toernooi geannuleerd wegens coronapandemie | toernooi geannuleerd wegens coronapandemie | toernooi geannuleerd wegens coronapandemie | toernooi geannuleerd wegens coronapandemie | toernooi geannuleerd wegens coronapandemie | toernooi geannuleerd wegens coronapandemie | toernooi geannuleerd wegens coronapandemie |
| 2022-05-15 | GP SAR Pr. Lalla Meryem (R)                | WTA 250                                    | 251.750                                    | gravel, buiten                             | Martina Trevisan                           | Claire Liu                                 | 6-2, 6-1                                   | details                                    |
| 2023-05-21 | GP SAR Pr. Lalla Meryem (R)                | WTA 250                                    | 259.303                                    | gravel, buiten                             | Lucia Bronzetti                            | Julia Grabher                              | 6-4, 5-7, 7-5                              | details                                    |
| 2024-05-19 | GP SAR Pr. Lalla Meryem (R)                | WTA 250                                    | 267.082                                    | gravel, buiten                             | Peyton Stearns                             | Mayar Sherif                               | 6-2, 6-1                                   | details                                    |
| 2025-05-19 | GP SAR Pr. Lalla Meryem (R)                | WTA 250                                    | 275.094                                    | gravel, buiten                             | Maya Joint                                 | Jaqueline Cristian                         | 6-3, 6-2                                   | details                                    |

(C) = Casablanca, (F) = Fez, (M) = Marrakesh, (R) = Rabat

### Dubbelspel
| Datum      | Naam                                       | Cat.                                       | ($)                                        | Ondergrond                                 | Winnaressen                                | Verliezend finalistes                      | Uitslag                                    |                                            |
| ---------- | ------------------------------------------ | ------------------------------------------ | ------------------------------------------ | ------------------------------------------ | ------------------------------------------ | ------------------------------------------ | ------------------------------------------ | ------------------------------------------ |
| 2001-07-23 | GP SAR Pr. Lalla Meryem (C)                | Tier V                                     | 110.000                                    | gravel, buiten                             | Ljoebomira Batsjeva Åsa Svensson           | MJ Martínez Sánchez ME Salerni             | 6-3, 6-7, 6-1                              | details                                    |
| 2002-07-08 | GP SAR Pr. Lalla Meryem (C)                | Tier V                                     | 110.000                                    | gravel, buiten                             | Petra Mandula Patricia Wartusch            | Gisela Dulko C Martínez Granados           | 6-2, 6-1                                   | details                                    |
| 2003-03-31 | GP SAR Pr. Lalla Meryem (C)                | Tier V                                     | 110.000                                    | gravel, buiten                             | Gisela Dulko ME Salerni                    | Henrieta Nagyová Olena Tatarkova           | 6-3, 6-4                                   | details                                    |
| 2004-04-05 | GP SAR Pr. Lalla Meryem (C)                | Tier V                                     | 110.000                                    | gravel, buiten                             | Marion Bartoli Émilie Loit                 | Els Callens Katarina Srebotnik             | 6-4, 6-2                                   | details                                    |
| 2005-05-02 | GP SAR Pr. Lalla Meryem (R)                | Tier IV                                    | 140.000                                    | gravel, buiten                             | Émilie Loit Barbora Strýcová               | L Domínguez Lino N Llagostera Vives        | 3-6, 7-6 7-5                               | details                                    |
| 2006-05-15 | GP SAR Pr. Lalla Meryem (R)                | Tier IV                                    | 145.000                                    | gravel, buiten                             | Yan Zi Zheng Jie                           | Ashley Harkleroad B Mattek-Sands           | 6-1, 6-3                                   | details                                    |
| 2007-05-14 | GP SAR Pr. Lalla Meryem (F)                | Tier IV                                    | 145.000                                    | gravel, buiten                             | Vania King Sania Mirza                     | Andreea Ehritt-Vanc An Rodionova           | 6-1, 6-2                                   | details                                    |
| 2008-04-28 | GP SAR Pr. Lalla Meryem (F)                | Tier IV                                    | 145.000                                    | gravel, buiten                             | Sorana Cîrstea A Pavljoetsjenkova          | Alisa Klejbanova Jekaterina Makarova       | 6-2, 6-2                                   | details                                    |
| 2009-04-27 | GP SAR Pr. Lalla Meryem (F)                | Intern'l                                   | 220.000                                    | gravel, buiten                             | Alisa Klejbanova Jekaterina Makarova       | Sorana Cîrstea Maria Kirilenko             | 6-3, 2-6, [10-8]                           | details                                    |
| 2010-04-26 | GP SAR Pr. Lalla Meryem (F)                | Intern'l                                   | 220.000                                    | gravel, buiten                             | Iveta Benešová A Medina Garrigues          | Lucie Hradecká Renata Voráčová             | 6-3, 6-1                                   | details                                    |
| 2011-04-18 | GP SAR Pr. Lalla Meryem (F)                | Intern'l                                   | 220.000                                    | gravel, buiten                             | Andrea Hlaváčková Renata Voráčová          | Nina Brattsjikova Sandra Klemenschits      | 6-3, 6-4                                   | details                                    |
| 2012-04-23 | GP SAR Pr. Lalla Meryem (F)                | Intern'l                                   | 220.000                                    | gravel, buiten                             | Petra Cetkovská Aleksandra Panova          | Irina-Camelia Begu Alexandra Cadanțu       | 3-6, 7-6, [11-9]                           | details                                    |
| 2013-04-22 | GP SAR Pr. Lalla Meryem (M)                | Intern'l                                   | 235.000                                    | gravel, buiten                             | Tímea Babos Mandy Minella                  | Petra Martić Kristina Mladenovic           | 6-3, 6-1                                   | details                                    |
| 2014-04-21 | GP SAR Pr. Lalla Meryem (M)                | Intern'l                                   | 250.000                                    | gravel, buiten                             | Garbiñe Muguruza Romina Oprandi            | Katarzyna Piter Maryna Zanevska            | 4-6, 6-2, [11-9]                           | details                                    |
| 2015-04-27 | GP SAR Pr. Lalla Meryem (M)                | Intern'l                                   | 250.000                                    | gravel, buiten                             | Tímea Babos Kristina Mladenovic            | Laura Siegemund Maryna Zanevska            | 6-1, 7-6                                   | details                                    |
| 2016-04-25 | GP SAR Pr. Lalla Meryem (R)                | Intern'l                                   | 250.000                                    | gravel, buiten                             | Xenia Knoll Aleksandra Krunić              | Tatjana Maria Raluca Olaru                 | 6-3, 6-0                                   | details                                    |
| 2017-05-01 | GP SAR Pr. Lalla Meryem (R)                | Intern'l                                   | 250.000                                    | gravel, buiten                             | Tímea Babos Andrea Hlaváčková              | Nina Stojanović Maryna Zanevska            | 2-6, 6-3, [10-5]                           | details                                    |
| 2018-04-30 | GP SAR Pr. Lalla Meryem (R)                | Intern'l                                   | 250.000                                    | gravel, buiten                             | Anna Blinkova Raluca Olaru                 | Georgina García Pérez Fanny Stollár        | 6-4, 6-4                                   | details                                    |
| 2019-04-29 | GP SAR Pr. Lalla Meryem (R)                | Intern'l                                   | 250.000                                    | gravel, buiten                             | MJ Martínez Sánchez Sara Sorribes Tormo    | Georgina García Pérez Oksana Kalasjnikova  | 7-5, 6-1                                   | details                                    |
| 2020–2021  | toernooi geannuleerd wegens coronapandemie | toernooi geannuleerd wegens coronapandemie | toernooi geannuleerd wegens coronapandemie | toernooi geannuleerd wegens coronapandemie | toernooi geannuleerd wegens coronapandemie | toernooi geannuleerd wegens coronapandemie | toernooi geannuleerd wegens coronapandemie | toernooi geannuleerd wegens coronapandemie |
| 2022-05-15 | GP SAR Pr. Lalla Meryem (R)                | WTA 250                                    | 251.750                                    | gravel, buiten                             | Eri Hozumi Makoto Ninomiya                 | Monica Niculescu Aleksandra Panova         | 6-7, 6-3, [10-8]                           | details                                    |
| 2023-05-21 | GP SAR Pr. Lalla Meryem (R)                | WTA 250                                    | 259.303                                    | gravel, buiten                             | Sabrina Santamaria Jana Sizikova           | Lidzija Marozava Ingrid Gamarra Martins    | 3-6, 6-1, [10-8]                           | details                                    |
| 2024-05-19 | GP SAR Pr. Lalla Meryem (R)                | WTA 250                                    | 267.082                                    | gravel, buiten                             | Irina Chromatsjova Jana Sizikova           | Anna Danilina Xu Yifan                     | 6-3, 6-2                                   | details                                    |
| 2025-05-19 | GP SAR Pr. Lalla Meryem (R)                | WTA 250                                    | 275.094                                    | gravel, buiten                             | Maya Joint Oksana Kalasjnikova             | Angelica Moratelli Camilla Rosatello       | 6-3, 7-5                                   | details                                    |

(C) = Casablanca, (F) = Fez, (M) = Marrakesh, (R) = Rabat